# 石川県輪島漆芸美術館
石川県輪島漆芸美術館（いしかわけん わじま しつげい びじゅつかん）は、石川県輪島市にある漆芸専門美術館。世界で唯一の漆芸専門の美術館である。

## 概要
輪島市と輪島漆器商工業協同組合が共同出資する公益財団法人輪島漆芸美術館によって管理運営されている。日本を代表する伝統工芸「輪島塗」の産地に1991年（平成3年）に開館した。
建物の外観は正倉院の校倉造をイメージした特徴的なデザインで、設計は富家宏泰である。
漆芸品及び漆文化に関する調査研究、資料収集、保管展示を行っており、常設展「輪島塗の技と歴史」のほか特別展などの展覧会を実施している。
また、漆文化の普及振興を通じた地域振興も目的としており、講演会や列品解説、学習プログラムや出前講座なども実施している。館内では「沈金スプーン色付体験」「沈金箸色付体験」「蒔絵ストラップ体験」の体験メニューも用意している（事前予約必要）。
石川県輪島漆芸美術館公式マスコットキャラクター「わんじま」が各種イベントに参加したり、ツイッターやフェイスブック、インスタグラムを用い情報発信に努めている。